# Šelmuo
Šelmuo je říčka na západě Litvy, v okrese Šilutė. Pramení 4 km na západojihozápad od městečka Vainutas, ústí do řeky Šustis 12,2 km od jejího ústí jako její levý přítok ve městě Žemaičių Naumiestis. Teče převážně směrem západním, protéká jižně od vesnic Grygališkė a Šiaudviečiai, kde se stáčí prudce na sever, křižuje silnici č. 165 Šilutė – Vainutas, za kterou se stáčí opět na západ. V blízkosti soutoku s Vanagisem je memoriální hřbitov obětí hitlerizmu.

## Přítoky
- Pravé: Š – 2 (vlévá se 3,9 km od ústí), Vanagis (vlévá se 3,4 km od ústí, hydrologické pořadí: 10012658)

## Jazykové souvislosti
Obecné slovo šelmuo v litevštině znamená hřebenovou část žemaitské doškové rákosové sedlové střechy, kde jsou došky mohutnější a hustěji uložené. Jeho synonymy jsou obecná slova kraigas, gūbrys, čiukuras. Litevský název vlaštovky obecné je šelmeninė kregždė.

### Použití v přeneseném významu
Podle říčky se jmenuje fotbalový klub Žemaičių Naumiestisu: Šelmuo (FK).

### Skloňování
Název Šelmuo je v litevštině rodu ženského, číslo jednotné, skloňování je v poměrně zřídka se vyskytující V. třídě, kde se v jiných (než v 1. p. č.j.) pádech mezi kmen a příponu vkládá vsuvka -en-. Pokud by se měla respektovat tato zvláštnost, skloňovalo by se v češtině takto:

1. p. Šelmuo

2. p. Šelmeně

3. p. Šelmeni

4. p. Šelmuo

5. p. Šelmeni!

6. p. (o) Šelmeni

7. p. Šelmení

Přivlastňovací přídavné jméno: Šelmenský, -á, -é. 

Tento způsob skloňování není potvrzen ÚJČ AV ČR!